# Étienne Davignon
Conte Étienne (Stevie o Stevy) Davignon (Budapest, 4 ottobre 1932) è un diplomatico, politico e dirigente d'azienda belga.
È stato commissario europeo ed ha avuto un'influenza significativa sull'evoluzione dell'integrazione europea negli ultimi decenni.

## Estrazione e formazione
Davignon è un conte e proviene da una famiglia influente, attiva nell'amministrazione pubblica del Belgio fin dalla fondazione dello stato nel 1830. Il nonno di Davignon fu ministro degli esteri tra il 1907 e il 1916, mentre il padre Jacques era un diplomatico, attivo in Ungheria all'epoca della nascita di Davignon e ambasciatore del Belgio a Berlino nel 1939.
Davignon studiò presso il collegio di Maredsous e poi studiò giurisprudenza presso l'Università Cattolica di Lovanio. Studiò anche filosofia tomistica ed economia.

## Carriera diplomatica
Davignon cominciò la sua carriera come diplomatico in Congo, e fu tra coloro che gestirono la problematica concessione dell'indipendenza al Congo, al Ruanda e al Burundi e le controverse politiche del governo belga nella regione.
Nel 1961 venne nominato membro del gabinetto del ministro degli esteri, poi dal 1964 al 1966 fu capo di gabinetto del ministro degli esteri socialista Paul-Henri Spaak, anche se Davignon era ritenuto vicino al Partito Sociale Cristiano. Dal 1966 al 1969 fu capo di gabinetto del ministro degli esteri Pierre Harmel. Nel 1969 Davignon venne nominato direttore esecutivo per gli affari politici del ministero degli esteri. Giocò un ruolo significativo nella redazione del Rapporto Harmel sul futuro dell'alleanza atlantica.

### Rapporto Davignon
Al vertice europeo dell'Aja del 1969 Davignon venne nominato presidente di un comitato incaricato di elaborare proposte per il rilancio della cooperazione europea in materia di politica estera e l'istituzione della Cooperazione politica europea. Il 27 ottobre 1970 il Consiglio dei ministri delle Comunità europee approvò il Rapporto Davignon, che prevedeva un sistema di informazione e consultazione regolare tra i ministeri degli esteri degli stati membri e di incontri periodici tra i ministri. Un secondo Rapporto Davignon nel 1973 invitò gli stati membri a non assumere posizioni in politica estera prima di avere consultato gli altri stati membri.
Dopo la crisi energetica del 1973 Davignon presiedette la conferenza internazionale che condusse ad un trattato sull'uso delle risorse petrolifere. Nel 1974 venne nominato primo presidente dell'Agenzia internazionale dell'energia.

## Commissario europeo
Nel gennaio 1977 Davignon entrò in carica come Commissario europeo per il Mercato Interno, l'unione doganale e gli affari industriali nell'ambito della Commissione Jenkins. Nel gennaio 1981 Davignon venne confermato come commissario europeo del Belgio, e fece parte della Commissione Thorn come vicepresidente e commissario per l'energia e gli affari industriali. Svolse l'incarico fino al gennaio 1985.
Come commissario agli affari industriali Davignon promosse la ristrutturazione del settore industriale europeo, in particolare dei settori siderurgico e tessile, auspicò una maggiore competitività e una minore regolamentazione del mercato europeo e negoziò accordi di collaborazione con gli Stati Uniti, il Giappone e la Cina. Il Piano Davignon del 1981 promosse la riduzione della produzione siderurgica, la fine dei sussidi pubblici al settore e un drastico ridimensionamento del numero degli addetti. Come commissario alla ricerca definì il primo programma quadro per la ricerca e lo sviluppo tecnologico, promosse la creazione di uno spazio europeo della ricerca e programmi specifici di collaborazione ed investimento, soprattutto nelle tecnologie dell'informazione e della comunicazione.
Nell'ambito della Commissione Thorn Davignon si affermò come una personalità di spicco, tanto che si racconta che ogni domenica sera Davignon presiedesse riunioni informali in cui si decidevano le principali attività della Commissione per la settimana successiva. Nel 1984 Davignon venne seriamente preso in considerazione come possibile presidente della Commissione europea a partire dal gennaio 1985, ma gli venne infine preferito Jacques Delors. L'ipotesi di una nomina di Davignon a presidente della Commissione venne ripresa anche nel 1994, ma in quel caso gli venne preferito Jacques Santer.

## Attività nel settore privato
Davignon è stato uno dei protagonisti del mondo degli affari in Belgio degli ultimi decenni. Dal 1985 al 1989 Davignon fu membro del consiglio esecutivo della Société Générale del Belgio e dal 1989 al 2003 ne fu presidente. Dopo la cessione della Societé Générale a SUEZ nel 2001 e la fusione tra Société Générale e Tractabel nel novembre 2003 Davignon venne nominato vicepresidente di SUEZ-Tractabel. È stato o è inoltre membro del consiglio di amministrazione e direttore di Gilead Sciences, presidente di Recticel, Compagnie Maritime Belge, SN Air Holding, Brussels Airlines e Genfina, vicepresidente di GDF Suez e direttore di Sofina ed Accor.
Davignon presiede la rete per la responsabilità sociale d'impresa CSR Europe, il think-tank "Friends of Europe", la Fondazione P.-H. Spaak, l'Istituto reale per le relazioni internazionali e nel 2008 ha presieduto il Forum delle imprese per il multilinguismo. Presiede inoltre l'Istituto cattolico di alti studi commerciali e il Palais des Beaux-Arts di Bruxelles. Presiede anche il consiglio dello Royal Sporting Club di Anderlecht e dal 2006 presiede la società che organizza il Gran premio del Belgio di Formula 1.

### Attività di lobbying
Davignon è stato molto attivo come lobbysta. È stato presidente del gruppo Bilderberg ed è stato tra i fondatori della Tavola rotonda europea degli industriali, che comprende una quarantina tra i maggiori imprenditori europei e che ha esercitato un'influenza considerevole sulle politiche europee sulla concorrenza, la flessibilità del mercato del lavoro e la creazione del mercato unico. Nel 1991 è stato nominato presidente dell'associazione per l'unione monetaria in Europa, attiva nella campagna per l'adozione di una moneta unica europea.
Davignon è molto vicino a Louis Michel e il loro rapporto venne criticato quando Michel era commissario europeo per lo Sviluppo e Davignon dirigente di una multinazionale come SUEZ, fortemente interessata all'apertura di nuovi mercati in Africa. Davignon è anche vicino al presidente del Consiglio europeo Herman Van Rompuy.

## Vita privata
Davignon è sposato e ha tre figli.
È legato anche in maniera personale con alcune delle altre famiglie di notabili del Belgio: una sorella sposò un Boël e una figlia uno Janssen.